# Carl von Linné (filho)
Carl von Linné Filho ou Carolus Linnaeus Filho (Falun, 20 de janeiro de 1741 – Uppsala, 1 de novembro de 1783) foi um naturalista sueco, filho do famoso sistemático de mesmo nome Carl von Linné ou Carolus Linnaeus (1707 – 1778).

## Biografia
Ingressou na Universidade de Uppsala com a idade de nove anos onde os estudantes de seu pai, entre eles: Pehr Löfling (1729 – 1756), Daniel Solander (1733 – 1782) e Johann Peter Falck (1732 – 1774), ensinaram-lhe ciências. Em 1763, com 22 anos, sucedeu seu pai na cadeira de medicina prática em Uppsala. A sua nomeação como professor, sem passar por exames e nem ter defendidos alguma tese, valeu-lhe o ressentimento dos seus colegas.
A sua obra é modesta, comparada à de seu pai. Sua obra mais conhecida é "Supplementum Plantarum systematis vegetabilium", publicada em 1781, que contém as descrições botânicas de Linné pai e de seus colegas, editado com adições próprias.
Herdou de seu pai imensas coleções científicas e correspondências, que trabalhou para preservá-las. Quando morreu precocemente, sem filhos, em 1783, de uma icterícia contraída durante uma visita à Londres, sua mãe (Sara Elisabeth Moraea) vendeu as suas coleções para o botânico inglês Sir James Edward Smith que, seguidamente, as doou para a Sociedade Linneana de Londres.

## Publicações
- Decas prima [et secunda] plantarum rariorum Horti Upsaliensis sistens descriptiones & figuras plantarum minus cognitarum, Stockholm 1762–1763.
- Supplementum plantarum Systematis vegetabilium editionis decimae tertiae, Generum plantarum editionis sextae, et Specierum plantarum editionis secunda. Braunschweig 1781 (online).